# Olympische Sommerspiele 2004/Teilnehmer (Vietnam)
| Gelbes Symbol für Goldmedaillen mit stilisierten Olympischen Ringen | Graues Symbol für Silbermedaillen mit stilisierten Olympischen Ringen | Braundes Symbol für Bronzemedaillen mit stilisierten Olympischen Ringen |
| ------------------------------------------------------------------- | --------------------------------------------------------------------- | ----------------------------------------------------------------------- |
| —                                                                   | —                                                                     | —                                                                       |

Vietnam nahm an den Olympischen Sommerspielen 2004 in Athen, Griechenland, mit einer Delegation von elf Sportlern (sechs Männer und fünf Frauen) teil.

## Teilnehmer nach Sportarten

### Gewichtheben
- Nguyen Thi Thiet
bis 63 kg Frauen: 6. Platz

### Kanu
- Doan Thi Cach
Einer-Kajak 500 m Frauen: Halbfinale

### Leichtathletik
- Le Van Duong
800 Meter Männer: Vorläufe

- Bùi Thị Nhung
Hochsprung Frauen: 33. Platz in der Qualifikation

### Rudern
- Pham Thi Hien & Nguyen Thi Thi
Leichtgewichts-Doppelzweier Frauen: 18. Platz

### Schießen
- Nguyễn Mạnh Tường
Luftpistole 10 m Männer: Vorläufe

### Schwimmen
- Nguyen Huu Viet
100 Meter Brust Männer: Vorläufe

### Taekwondo
- Nguyen Quoc Huan
bis 58 kg Männer: Halbfinale

- Nguyễn Văn Hùng
über 80 kg Männer: Viertelfinale

### Tischtennis
- Đoàn Kiến Quốc
Einzel Männer: 1. Runde